# Grant McCune
Grant McCune (27 de março de 1943 — 27 de dezembro de 2010) é um especialista em efeitos visuais estadunidense. Venceu o Oscar de melhores efeitos visuais na edição de 1978 por Star Wars, ao lado de John Stears, John Dykstra, Richard Edlund e Robert Blalack.